# Katakombenschule

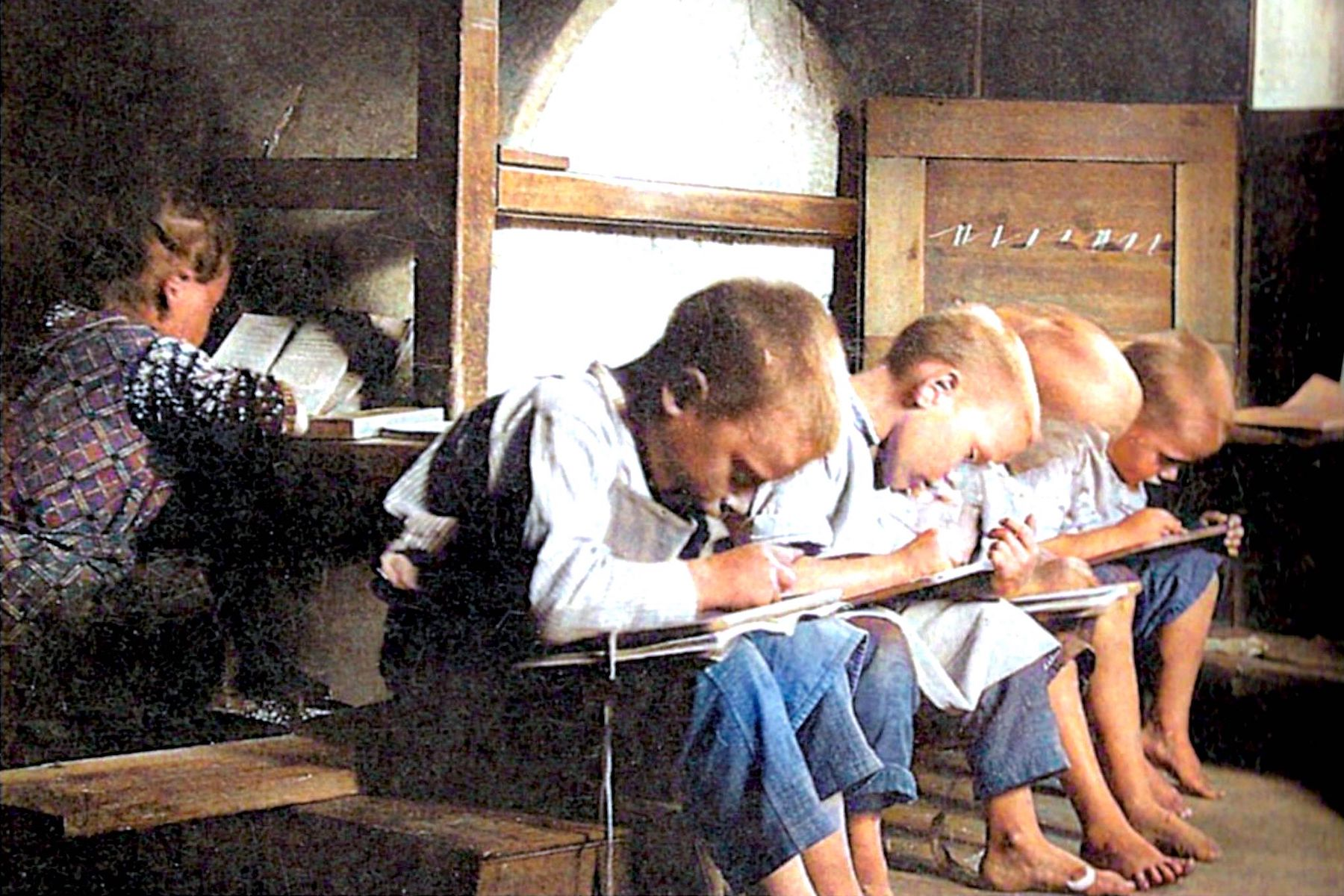
La llamada Katakombenschule, una organización escolar secreta en el Tirol del Sur durante el fascismo italiano, creada para enseñar el idioma alemán a los niños.

Las Katakombenschulen (español: escuelas de catacumbas) se establecieron en el Tirol del Sur italiano durante la década de 1920 de la italianaización fascista; La enseñanza de y en el idioma alemán fue prohibida (Lex Gentile, octubre de 1923) por las autoridades de Italia que habían ocupado el área en 1918. Aproximadamente 30.000 estudiantes en 324 escuelas se vieron afectados, incluida la disolución de las guarderías alemanas y todos los idiomas superiores alemanes instituciones educativas basadas.
Los maestros de escuela en la provincia fueron reemplazados por asignaturas de habla italiana. La educación basada en el idioma alemán pasó a la clandestinidad cuando se prohibieron las clases privadas en noviembre de 1925. Los principales organizadores fueron, entre muchos otros, el sacerdote Michael Gamper y el abogado Dr. Josef Noldin. Los libros escolares fueron introducidos de contrabando de granja en granja y las lecciones impartidas por los profesores alemanes despedidos; fueron aumentadas por aproximadamente 500 jóvenes voluntarias. Las Katakombenschulen se centraron en la enseñanza de la escritura y la lectura en alemán. La pena por ser descubierto fue la prisión y los maestros atrapados repetidamente fueron deportados al sur de Italia. La maestra de 25 años Angela Nikoletti murió de tuberculosis durante un período de prisión. Josef Noldin fue deportado a Lipari en 1927.
Después de la firma del Tratado de Letrán en 1929, se permitieron las clases de religión en alemán el domingo.